# Вшивцев, Владимир Сергеевич
Владимир Сергеевич Вшивцев — советский военный и российский государственный и политический деятель.

## Биография
Родился 21 апреля 1961 году в Верхотурье.
С 1979 по 1983 год — курсант Омского высшего общевойскового командного дважды Краснознаменного училища им. М. В. Фрунзе. В 1983 году окончил Омское высшее общевойсковое командное дважды Краснознаменное училище имени М. В. Фрунзе. С 1983 по 1986 год — командир взвода курсантов ОВОКДКУ имени Фрунзе. С 1979 по 1988 год проходил службу в Вооружённых Силах СССР. В 1994 году окончил Омский государственный институт физической культуры.
В августе 1986 года добровольно отправился в Афганистан, где до 1987 года служил начальником разведки батальона. Был тяжело ранен в бою в районе города Хост, в результате чего потерял зрение.
- С 1988 по 1999 год — председатель Омской городской организации Российского Союза ветеранов Афганистана (PCBA), заместитель председателя Омской областной организации PCBA.
- С 1988 по 1997 год — участник спортивных состязаний инвалидов по зрению. Участник Паралимпийских игр в Барселоне в 1992 году и Паралимпийских игр в Атланте в 1996 году. Завоевал 56 медалей.
- С 1995 года — член Центрального правления PCBA.
- С 1997 по 1999 год — ведущий специалист регионального центра по связям с общественностью администрации Омской области.
- С 1999 по 2003 год — депутат Государственной Думы Федерального собрания РФ третьего созыва, избранный по федеральному списку избирательного блока Межрегиональное движение «Единство»; заместитель председателя Комитета Государственной Думы по делам ветеранов.
- С 2001 по 2004 год — председатель Российского Союза ветеранов Афганистана.
- С 2001 по 2006 год — генеральный секретарь Паралимпийского комитета России.
- С 2006 по 2022 год — вице-президент Всероссийского общества слепых (ВОС).
- С 2013 по 2016 год — депутат Государственной Думы Федерального Собрания РФ шестого созыва; член Комитета по труду, социальной политике и делам ветеранов.
- С 2016 года — депутат Московской областной Думы; заместитель Председателя Комитета по социальной политике и здравоохранению.

### Личная жизнь
Женат, имеет двоих детей. Владимир Вшивцев — единственный в мире незрячий, самостоятельно прыгающий с парашютом.

## Награды
- Орден «За заслуги перед Отечеством» IV степени
- Орден Почёта
- Орден Красного Знамени
- Два Ордена Красной Звезды
- Медаль «За укрепление боевого содружества» (Минобороны России)
- Медаль «200 лет Министерству обороны»
- Орден «За заслуги» (РСВА)
- Знак Московской областной Думы «За вклад в развитие законодательства» II степени
- Почётная грамота Президента Российской Федерации (3 февраля 2016 года) — за заслуги в развитии российского парламентаризма и активную законотворческую деятельность[2].
- Почётный знак Государственной Думы Федерального Собрания Российской Федерации — за заслуги в развитии парламентаризма
- Орден Красного Знамени (Афганистан)
- Заслуженный мастер спорта России
- Почётный гражданин города Верхотурье Свердловской области
- Медаль «МПА СНГ. 25 лет» (27 марта 2017 года, Межпарламентская ассамблея СНГ) — за заслуги в деле развития и укрепления парламентаризма, за вклад в развитие и совершенствование правовых основ функционирования Содружества Независимых Государств, укрепление международных связей и межпарламентского сотрудничества[3]